# Aspergillus dubius
Aspergillus dubius är en svampart som beskrevs av Corda 1838. Aspergillus dubius ingår i släktet Aspergillus och familjen Trichocomaceae.   Inga underarter finns listade i Catalogue of Life.